# Aegidium squamatum
Aegidium squamatum är en skalbaggsart som beskrevs av Bates 1887. Aegidium squamatum ingår i släktet Aegidium och familjen Hybosoridae. Inga underarter finns listade i Catalogue of Life.